# سلطان کلانتان
سلطان کلانتان (به انگلیسی: Sultan of Kelantan) حکمران مشروطه ایالت کلانتان در مالزی است. تحت جایگاه سلطان ایالت، قدرت اجرایی در ایالت به او محول گردیده است. سلطان کنونی ایالت، محمد پنجم می‌باشد که بیست و نهمین سلطان این ایالت است. او از روز ۱۳ دسامبر ۲۰۱۶ به عنوان پانزدهمین یانگ دی‌پرتوان آگونگ یا پادشاه و رئیس کشور مالزی به حکمرانی پرداخت، بعد از اینکه در روز ۱۴ اکتبر ۲۰۱۶ در نشست ویژه ۲۴۳ام کنفرانس حاکمان برگزیده شد، در روز ۶ ژانویه ۲۰۱۹ از این مقام کناره‌گیری کرد.

## اقامت‌گاه‌ها

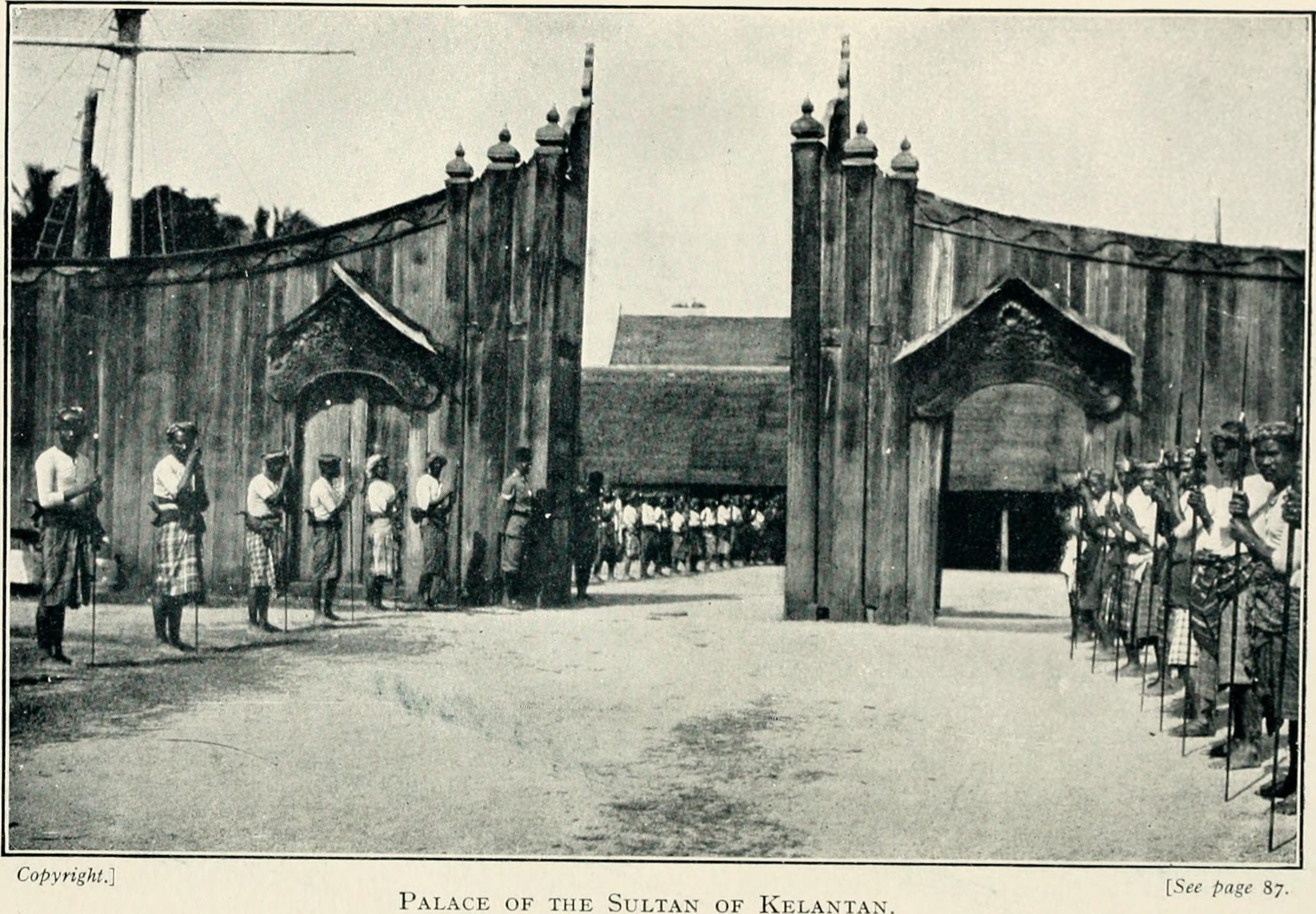
کاخ سلطان کلانتان در سال ۱۹۱۲

- ایستانا نگری (کاخ حکومتی) در کوبانگ کریان، ناحیه ای در کوتا بهارو، واقع شده است که اقامت‌گاه رسمی حکمران کنونی، سلطان محمد پنجم است، اضافه بر آن، شماری از مراسم رسمی در این کاخ اجرا گردیده است.

## فهرست سلاطین نوین کلانتان (۱۸۹۹-اکنون)
| نام                                                                                                  | مدت حکمرانی     | تصویر (تاج‌گذاری، در صورت در دسترس بودن) | زاده تاریخ، مکان، والدین | نام در بدو تولد                              | همسر گزینی | درگذشت                                                                      | سن              | دودمان    | مرجع. |
| --- | --------------- | --------------------------------------- | --- | -------------------------------------------- | --- | --------------------------------------------------------------------------- | --------------- | --------- | ----- |
| قرن بیستم                                                                                            |                 |                                         | |                                              | |                                                                             |                 |           |       |
| محمد چهارم سلطان محمد چهارم ابن المرحوم سلطان محمد سوم ۱۰ فوریه ۱۸۹۹ — ۲۳ دسامبر ۱۹۲۰                | ۲۱ سال، ۳۱۸ روز |                                         | ۲۳ مه ۱۸۷۰ کوتا بهارو، کلانتان، مالایای بریتانیافرزند سلطان محمد سوم ابن المرحوم سلطان احمد و تنگکو آمپوان صوفیه بنت المرحوم تنگکو پوتی                                             |                                              | سلطانه زینب بنت نیک محمد امین ۱۸۸۸ ۹ فرزند | ۲۳ دسامبر ۱۹۲۰ کوتا بهارو، کلانتان                                          | ۵۰ سال، ۲۱۴ روز | لانگ یونس | [ ۲ ] |
| اسماعیل سلطان اسماعیل ابن المرحوم سلطان محمد چهارم ۲۳ اوت ۱۹۲۰ — ۲۰ ژوئن ۱۹۴۴                        | ۲۳ سال، ۳۰۳ روز | —                                       | ۲۰ اوت ۱۸۸۰ کوتا بهارو، کلانتان، مالایای بریتانیافرزند سلطان محمد چهارم ابن المرحوم سلطان محمد سوم و سلطانه زینب بنت نیک محمد امین                                                  |                                              | تنگکو پتری بنت تنگکو لانگ ۱۳ مارس ۱۹۱۰ ۲ فرزند | ۲۰ ژوئن ۱۹۴۴ ایستانا جاهار، کوتا بهارو، کلانتان                             | ۶۳ سال، ۳۰۵ روز | لانگ یونس | [ ۳ ] |
| ابراهیم سلطان ابراهیم ابن المرحوم سلطان محمد چهارم ۲۱ ژوئن ۱۹۴۴ — ۹ ژوئیه ۱۹۶۰                       | ۱۶ سال، ۱۹ روز  | —                                       | ۹ اکتبر ۱۸۹۷ کوتا بهارو، کلانتان، کشورهای مالایای فدرال نشدهفرزند سلطان محمد چهارم ابن المرحوم- سلطان محمد سوم و سلطانه زینب بنت نیک محمد امین                                      |                                              | راجا پرمپوان زینب بنت تنگکو زین العابدین ۱۹۱۴ ۲۷ فرزند | ۹ ژوئیه ۱۹۶۰ ایستانا سری سمرلانگ، کوتا بهارو، کلانتان، فدراسیون مالایا      | ۶۲ سال، ۲۷۴ روز | لانگ یونس | [ ۳ ] |
| یحیی پترا سلطان یحیی پترا ابن المرحوم سلطان ابراهیم ۱۰ ژوئیه ۱۹۶۰ — ۲۹ مارس ۱۹۷۹                     | ۱۸ سال، ۲۶۳ روز |                                         | ۱۰ دسامبر ۱۹۱۷ ایستانا بالای بسار، کوتا بهارو، کلانتان، کشورهای مالایای فدرال نشده، مالایای بریتانیافرزند سلطان ابراهیم ابن المرحوم سلطان محمد چهارم و چی پوان بسار امبونگ بنت داود | تنگکو یحیی پترا این تنگکو ابراهیم            | تنگکو زینب بنت تنگکو محمد پترا ۱۹۳۹ ۵ فرزند تنگکو الکسندریا بنت تنگکو یوسف ۱ فرزند | ۲۹ مارس ۱۹۷۹ ایستانا نگارا، کوالا لامپور، مالزی                             | ۶۱ سال، ۱۰۹ روز | لانگ یونس | [ ۳ ] |
| اسماعیل پترا سلطان اسماعیل پترا ابن المرحوم سلطان یحیی پترا ۳۰ مارس ۱۹۷۹ — کناره‌گیری ۱۳ سپتامبر ۲۰۱۰ | ۳۱ سال، ۱۶۸ روز |                                         | ۱۱ نوامبر ۱۹۴۹ ایستانا جاهار، کوتا بهارو، کلانتان، مالایافرزند سلطان یحیی پترا ابن المرحوم سلطان ابراهیم و تنگکو زینب بنت تنگکو محمد پترا                                           | تنگکو اسماعیل پترا ابن تنگکو یحیی پترا       | تنگکو انیس بنت تنگکو عبدالحمید ۱۹۶۸ ۴ فرزند ایلیا سوهانا بنت احمد ۲۰۰۷–۲۰۱۰ | ۲۸ سپتامبر ۲۰۱۹ بیمارستان راجا پرمپوان زینب دوم، کوتا بهارو، کلانتان، مالزی | ۶۹ سال، ۳۲۱ روز | لانگ یونس | [ ۳ ] |
| قرن بیست و یک                                                                                        |                 |                                         | |                                              | |                                                                             |                 |           |       |
| محمد پنجم سلطان محمد پنجم ۱۳ سپتامبر ۲۰۱۰ — اکنون                                                    | ۱۴ سال، ۲۹۰ روز | —                                       | ۶ اکتبر ۱۹۶۹ ایستانا باتو، کوتا بهارو، کلانتان، مالزیفرزند سلطان اسماعیل پترا ابن المرحوم سلطان یحیی پترا و تنگکو انیس بنت تنگکو عبدالحمید                                          | تنگکو محمد فاریس پترا ابن تنگکو اسماعیل پترا | تنگکو زبیده بنت تنگکو نورالدین کانگسادال پیپیت‌پاکدی(née Kangsadal Pipitpakdee)۲۰۰۴–۲۰۰۸ سلطانه نور دیانا پترا عبدالله جانا یاکوب‌کوا(née Jana Jakoubková) ۲۰۱۰–اکنون ریحانا اُکسانا گورباتنکو ۲۰۱۸–۲۰۱۹ | در قید حیات                                                                 | ۵۵ سال، ۲۶۶ روز | لانگ یونس | [ ۳ ] |